# 西岡真一郎
西岡 真一郎（にしおか しんいちろう、1969年（昭和44年）5月11日 - ）は、日本の政治家。元小金井市長、元東京都議会議員、元小金井市議会議員。妻はタレントの友寄蓮。

## 来歴
東京都武蔵野市生まれ。三重県尾鷲市出身の父親と栃木県塩谷郡塩谷町出身の母親の仕事の関係で幼稚園、小学校は5回変わった。10歳のときに小金井市に転入。小金井市立南小学校、小金井市立小金井第二中学校、東京都立清瀬高等学校卒業。19歳のとき、地域活動に熱心だった父親が唐突に市議選に立候補し、落選。それが政治を志すきっかけになった。
1年間の浪人生活を経て、獨協大学経済学部経営学科に入学し、1993年3月に卒業。同年4月、自由民主党本部事務局に入職した。政治改革推進本部の事務局長だった武村正義に心酔。新党さきがけ結党ののち、同年8月に同党事務局へ移籍。1996年11月、アメリカ合衆国政府インターナショナル・ビジター・プログラムにより、訪米。
1997年、小金井市議会議員選挙に無所属で立候補し、初当選した。小金井市議は2期8年務める。2005年の東京都議会議員選挙に小金井市選挙区から民主党公認で立候補して当選した。民主党に強い追い風が吹いた2009年の東京都議会議員選挙でも再選されたが、2013年の東京都議会議員選挙では自民党公認の新人に敗れ、落選した。2014年11月よりチャイルド社グループの保育園で事務長を務める。

### 2015年小金井市長選挙
2015年6月、民主党を離党。同年9月11日、小金井市長選挙に無所属で立候補する意向を表明。
同年12月13日投開票の小金井市長選は、市役所新庁舎の建設が主な争点の一つであった。小金井市は1992年に蛇の目ミシン工場跡地を119億円で購入したものの、財政難により新庁舎の建設計画は頓挫した。その後、小金井市の新しい清掃工場の建設候補地に蛇の目ミシン工場跡地が挙がっていたが、市民の反対運動により市はこの計画も断念し、約11,000平方メートルに及ぶ工場跡地は23年も空き地のままであった。西岡は新庁舎建設に加え、図書館・福祉会館の建設を公約に掲げ立候補。現職市長の稲葉孝彦や小金井市を含む東京18区選出衆議院議員の土屋正忠の支持と自由民主党・公明党の推薦を受けた五十嵐京子、元市議の白井亨ら3候補を破り初当選した。12月18日、市長就任。
※当日有権者数：94,952人 最終投票率：41.42%（前回比：-1.86pts）
| 候補者名   | 年齢 | 所属党派 | 新旧別 | 得票数   | 得票率 | 推薦・支持                 |
| ---------- | ---- | -------- | ------ | -------- | ------ | -------------------------- |
| 西岡真一郎 | 46   | 無所属   | 新     | 12,849票 | 33.18% |                            |
| 五十嵐京子 | 65   | 無所属   | 新     | 10,048票 | 25.94% | （推薦）自由民主党・公明党 |
| 白井亨     | 40   | 無所属   | 新     | 10,045票 | 25.94% |                            |
| 岩渕美智子 | 60   | 無所属   | 新     | 5,786票  | 14.94% |                            |

### 2019年小金井市長選挙
任期満了に伴う市長選に向けて再選を目指し立候補を表明後、2019年10月7日、市議の河野律子が自民党、公明党の推薦を受けて立候補する意向を表明（のちに東京維新の会が推薦を決定）。同年11月12日、日本共産党所属の元市議の森戸洋子が立候補表明。
この年の市長選は近隣の首長の色分けがはっきりした選挙でもあった。自民・公明・維新推薦の河野には、府中市長の高野律雄、立川市長の清水庄平、西東京市長の丸山浩一らが推薦を出し、西岡には日野市長の大坪冬彦と調布市長の長友貴樹が出陣式の応援にかけつけた。
選挙の争点となったのは東京都が進めている都市計画道路事業の是非であった。都は2016年3月30日に「東京における都市計画道路の整備方針（第四次事業化計画）」を策定。全体で315本、距離223キロに及ぶ計画の中で、小金井市中央部を走る連雀通りから東西に新小金井街道に至る約2キロの「3・4・1号線」と、連雀通りから南北に東八道路に抜ける約830メートルの「3・4・11号線」の二路線を優先整備路線に選定した。ところが予定地が豊かな湧き水や緑の多い「はけ」と呼ばれる国分寺崖線や自然環境に恵まれた野川周辺にかかることから、小金井市では反対運動が根強くあった。四次事業化計画策定前に都が募集したパブリックコメントには4,126件の意見が寄せられたが、うち半分の2,111件が小金井市の2本の道路についてで、97％が反対を示した。
西岡は告示前まで「市民の理解が十分と言えず、現時点では賛同しかねる」と微妙な言い回しで慎重姿勢を示してきたが、正面から計画中止を主張する森戸の出馬で、反対派が「分断」されかねない事態が起きた。反対派の各市民グループは連日のように対応を協議。西岡と森戸に票が割れ、道路推進派の河野陣営に漁夫の利を与えることを最も恐れた。そうした状況の中で西岡の選対は投票日わずか2日前の12月6日、選挙ポスターに「市民の望まない都市計画道路は作らせない」というシールを追加で貼り、旗幟を鮮明にした。
12月8日投開票。立憲民主党系の市議や連合東京などの支援を受けつつも政党色を薄めて選挙戦に臨んだ西岡が3候補を破り、再選を果たした。
※当日有権者数：100,035人 最終投票率：40.89%（前回比：－0.53pts）
| 候補者名   | 年齢 | 所属党派            | 新旧別 | 得票数   | 得票率 | 推薦・支持                               |
| ---------- | ---- | ------------------- | ------ | -------- | ------ | ---------------------------------------- |
| 西岡真一郎 | 50   | 無所属              | 現     | 18,579票 | 45.97% |                                          |
| 河野律子   | 51   | 無所属              | 新     | 10,759票 | 26.62% | （推薦）自由民主党・公明党・東京維新の会 |
| 森戸洋子   | 63   | 無所属              | 新     | 10,399票 | 25.73% | （支持）日本共産党                       |
| 立花孝志   | 52   | NHKから国民を守る党 | 新     | 678票    | 1.68%  |                                          |

2022年10月7日、市立保育園の一部廃園に必要な条例改正を議会の議決を経ないで決めた専決処分について、同日に開かれた市議会本会議で不承認となり、これを受けて同月14日付で市長を辞職することとなった。次期市長選は立候補しない旨を公表している。

## 政策・人物
- 2020年2月17日、LGBTなど性的少数者のカップルが婚姻に相当する関係にあると認める「パートナーシップ宣誓制度」を同年秋をめどに導入すると明らかにした[22]。10月20日に導入開始。
- 献血活動や地域イベント等を通じて知り合った、小金井市出身のタレントの友寄蓮と2021年春に結婚した[2][23]。